# Kerékgyártó Elek
Kerékgyártó Elek (Mezőcsát (Borsod vármegye), 1847. július 17. – Budapest, 1925. november 12.) irodalomtörténész, író, bölcseleti doktor, polgáriskolai tanár.

## Életútja
Miskolcon, majd a sárospataki református főiskolán tanult, ennek tanítóképző intézetében a tanítói oklevelet is megszerezte. 1870-től elemi iskolai altanító volt három évig, 1873-tól pedig polgári leányiskolai rendes tanárként működött Budapesten. Ez idő alatt hat évig az Uhrl Jozefa és Leigh Ida nevelőintézetében is tanított, valamint az esti ismétlő leányiskolában, a felnőttek női tanfolyamain és az iparos tanoncok II. és III. osztályaiban négy évig. Megszerezte a felső nép- és polgáriskolai tanítói oklevelet, majd letette a gimnáziumi vizsgálatokat és egyetemre ment. Toldy Ferenc és Gyulai Pál irodalomtörténeti előadásait hallgatta, magyar irodalomból és történelemből doktori oklevelet szerzett. A magyarországi tanítók II. egyetemes gyűlésének jegyzője s a nőnevelési szakosztály előadója volt.

## Írásai
Cikkei 1869. január 1-jétől a következő lapokban jelentek meg: M. Bazár, Családi Kör (1870. Emléklapok az édes anyáknak), Hon (1870-től), Néptanítók Lapja (1870-től), Hazánk s a Külföld (1870. Az erdőbényei gyógyfürdő), Paedagogiai Lapok (1878–85), Figyelő (1879), Hírmondó (1879), Egyetértés (1872–73, 1883. 254. sz. A lelkes jászok és kúnok elindulása; 1848. Arany ismeretlen költeménye; 1886. 209–210. sz. Lovassy László; 1887. 239. sz. Adalékok dr. Wesselényi Miklós életéhez), Hazánk (1887. Egy alispáni beigtató a megyék aranykorából; 1888. Kossuth Lajos főbenjáró perének tárgyalása), Nemzeti Nőnevelés (Nőkről a nőknek, Figyelmezés a nevelés-oktatásban; 1881. Tompa emlékünnepélyén Igricziben mondott emlékbeszéd 1880-ban, Nemzeti irodalmunk ismertetése polg. leányiskoláinkban; 1888. Magyar nyelvi dolgozatok kérdéséhez; 1891. A Zriniász olvastatása mellett), Borsodmegyei Lapok (1881. Emlékezés Tompa Mihályról; 1884. 67–95. sz. 1887. Lovassy László; 1888. 21. sz. Emlék a szomorú napokból; 1859. máj. 31.), Rozsnyói Hiradó (1882. 34. sz. Emlékezés Gyöngyösi Istvánra; 45–46. sz. Petőfi Sándor politikai s hazafiúi költeményei; 52. sz. Nehány szó Gyulai költeményeiről; 1883. 8. sz. Mese költészetünk; 14. sz. Nehány ismertető szó Greguss Ágost mondásairól; 1884. 5–6. Emlékezés Tompa Mihályról), Képes Családi Lapok (1882. A nép lyrai költészetéről), Vasárnapi Ujság (1884. cikkek 1848-ról), Fővárosi Lapok (1883–84. Arany J. Buda halála époszának nőalakjai, A leányok vallásos nevelése; 1893. A Tompa-ünnepélyről, Sappho írójáról), Prot. Egyh. és Isk. Lap (1884, 1887–88. Nyelvünk iskolai tanítása, Megemlékezés Tompa Mihályról a nép emberéről; 1889. Tompa mint paedagogus), Pesti Napló (1884. 96. sz. Szemere Bertalan az olvasókörökről), Borsod (1886. Színművészet és megyénk), Nemzet (1884. 30. sz., 1886. 55. sz.), Felső nép- és polgár-iskolai Közlöny (1884-től), Képes Néplap (1885. elbeszélések).
1872–73-ban szerkesztőtársa volt a Népnevelők Lapjának; a Felső nép- és polgári iskolai Közlönyt sokáig Kiss Áronnal együtt szerkesztette.

## Munkái
1. Magyar olvasókönyv a polgári s egyéb felső leányiskolák számára. Bpest, 1875. Két rész. (Kemenczky Kálmánnal, I. rész 2. bőv. és jav. k. 1877., 3. k. 1881., 4. k. 1885., 5. átdolg. ki. 1889. II. r. 2. jav. és bőv. k. 1879., 3. jav. k. 1881.)
2. Magyar olvasókönyv kapcsolatban az irály- és költészettannal. A polgári és egyéb felső leányiskolák számára. Uo. 1876. (Kemenczky Kálmánnal, 2. átdolg. kiadás 1882., 3. átdolg. k. 1889.)
3. Tompa Mihály költészete. Uo. 1879. (Magyar Könyvesház 61–63. Előbb a Figyelőben VI., VII. Ism. Egyet. Philol. Közlöny 1880.)
4. Irodalomtörténeti olvasókönyv kapcsolatban az olvasmányok fejtegetésével és életrajzokkal. Polgári, felső leány- és tanítóképző iskolák, valamint az ifjúsági és népkönyvtárak s a nagy közönség számára. Miskolc, 1884. (2. kiadás 1888., 3. k. 1890.)
5. A polgári községi iskolaszék. Bpest, 1887.
6. Magyar nyelvtan. A fogalmazásra alapítva. Polgári, felső nép-, ipar- és gazdasági iskolák részére. Első rész. Bpest, 1888.
7. A munka öröme és dicsősége. Mantegazza Paolo után. Uo. 1889.
8. Olvasókönyv az első fokú ipariskolák I., II. és III. osztálya számára. Uo. 1890. (Az országos közoktatási tanács első fokú jutalomra ítélte érdemesnek.)